# Puerta de Terraferma
La puerta de Terraferma o puerta de Zara (en croata Kopnena vrata) es una puerta perteneciente al sistema defensivo de la ciudad de Zadar. Se edificó bajo el proyecto del arquitecto Michele Sanmicheli en el 1537.

## Descripción

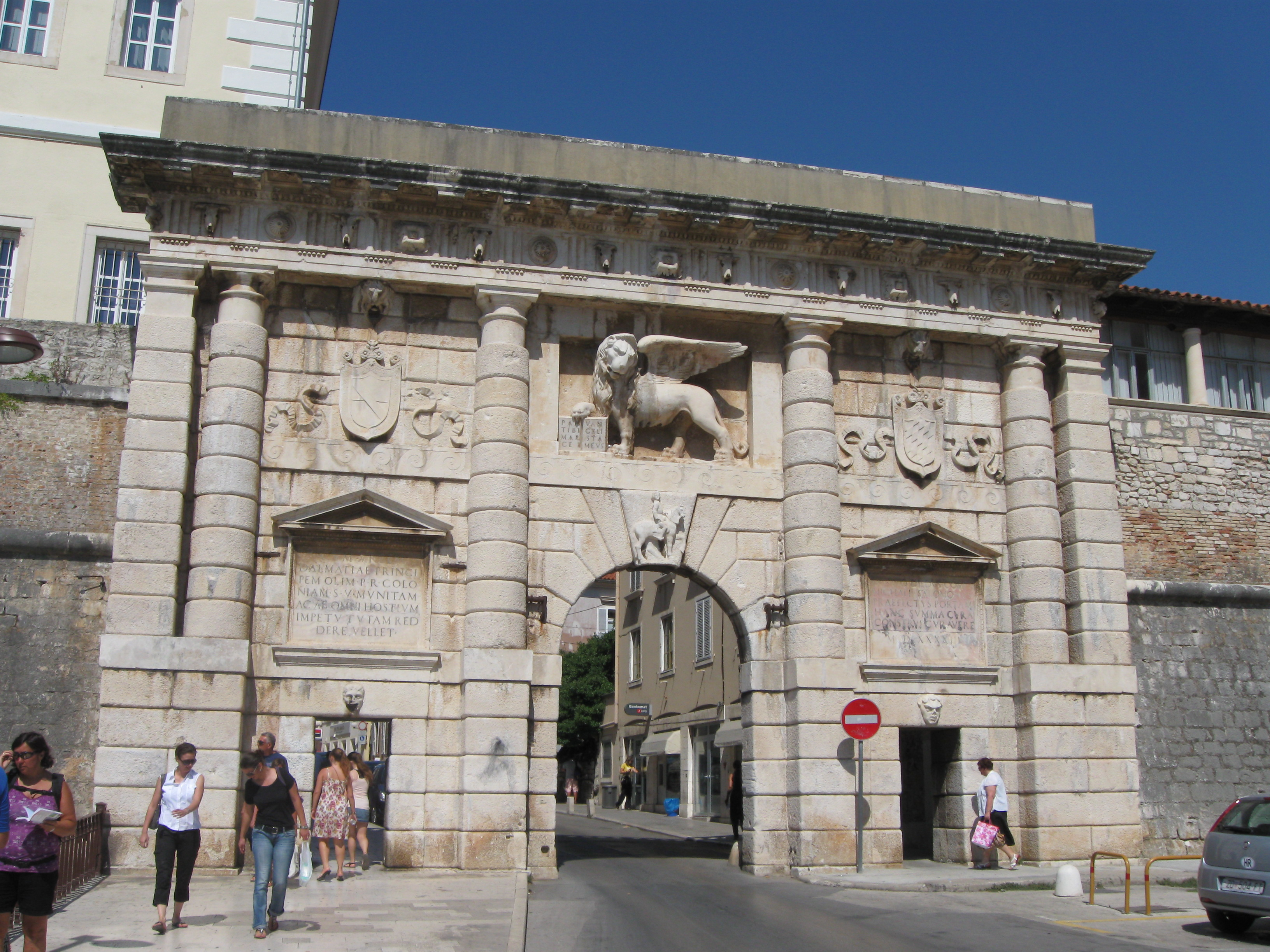
La fachada.

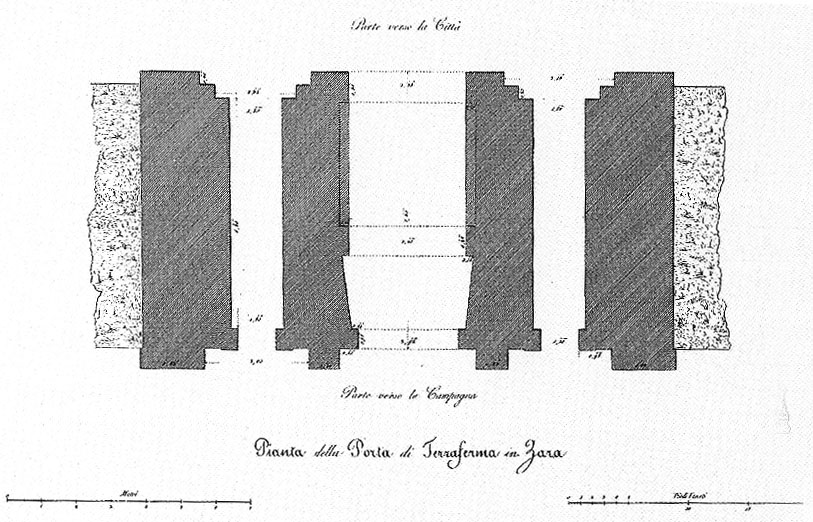
Plano de la Puerta de Terraferma de Zadar. Dibujo de Francesco Ronzani.

Es considerado el monumento renacentista más bello de Zadar. La puerta, con columnas de orden dorico, divide el centro histórico de la gran fortaleza exterior. Sobre el arco central, en el exterior, es visible San Crisógono a caballo y, en el interior, el león de San Marcos, dañado por manifestantes yugoslavos durante la Cuestión Adriática y recientemente restaurado gracias a las financiaciones de la Región del Véneto (Ley Beggiato).
El espacio de la puerta está dividido por cuatro columnas y tres oberturas: en el centro una ancha para los coches de caballos y lateralmente dos pequeñas para los peatones.
La puerta antiguamente daba paso a un puente levadizo que cruzaba un foso ubicado alrededor de la muralla. De este foso, parcialmente enterrado en el 1875, solo queda el Puerto Pequeño o Fosa (Foša).
Los venecianos reclamaron su construcción cuando se dieron cuenta de la necesidad de potenciar las defensas de la ciudad, ya que podría caber la posibilidad de un ataque por parte del Imperio Otomano.
La construcción de la puerta se realizará fuertemente ligada a obras análogas de época precedente. De hecho, la articulación sobre tres espacios de iguales dimensiones y el revestimiento en estilo rústico o bugnato son típicos de otras construcciones militares venecianas. Por ejemplo, sus características son similares a la puerta San Giorgio de Verona, la Puerta San Martino de Legnago (obra del mismo Sanmicheli) y de la Puerta Venecia de Padua.